# Emil K. Jakobsen
Emil Kulmann Jakobsen (født 2. oktober 1981 i Haderslev) er en dansk håndboldspiller, der spiller for Skjern Håndbold i Håndboldligaen. Han har tidligere spillet for ligarivalerne Ajax København og Bjerringbro-Silkeborg.

## Eksterne links
- Spillerinfo Arkiveret 14. maj 2008 hos  Wayback Machine